# 現象
現象（複數型：phenomena）是指能被觀察、觀測到的事實。通常是用在較特別的事物上。
「現象」一詞源為「可見的東西」，英文的是來自希臘文，語源為「可見的東西」（phainomenon），它的動詞形態為phanein，本意為「可觀察到的」（observable）、顯示、可見、能被維持不變、或是能自我維持的。

## 康德的定義
在哲學家伊曼努尔·康德的定義中，「現象」一詞是有特定含意的，它認為「現象」與「本體」（noumenon，或稱本質）在純粹理性批判中是對立的。我們所身處的世界是由現象組成，與独立于我們經驗的世界（物自身）是相对的。根據康德的解釋，人類無法了解物自身，僅能了解那些由我們提供的經驗組成的世界。因此康德的时代所称的哲學接近于我们现代所称的科学，应涉及如何理解現象。
「現象」的意含在哲學傳統上衍生出了「現象學」（phenomenology）。主要的現象學家包括黑格尔、胡塞爾、海德格尔、梅洛-庞蒂和德里达。
康德對現象的見解，也被認為是影響了哲學上心理動力學模型的發展，并影响探讨大腦、精神如何和外部世界間互動的理論。

## 常見現象
除了哲學中的特別定義，現象一詞在一般情況下是指任何可觀察到的事件。現象也提供科學研究中相當重要的原始資料。例如許多當代科學研究是為了解釋地震、閃電、雨、火、日出、颶風等現象。隨著現代科技的發達，也有越來越多的現象被發現。
- 超常現象（超心理學）
- 生物現象
- 化學現象（化學）
- 電子現象（電）
- 電子聲音現象（EVP）
- 地質現象（地质学）
- 水文現象（水文学）
- 氣候現象（天气）
- 光學現象（光學）
- 社會現象（社会学）
- 物理現象（物理学）
- 統計現象（統計學）

有些可觀察到的事件是很普遍易見的，其他的現象則可能需要長時間的分析，加上精密且昂貴的設備才能觀察到。有些是具有代表性的實驗，並且能引出驚人的發現。
此外有一種現象是超越一般認知的範圍，並且是知識科學家們所不承認的。這些現象都在超常現象中被討論。